# Browar kontraktowy
Browar kontraktowy – inicjatywa jednej lub kilku osób, najczęściej piwowarów domowych, którzy zawierają umowę z małym browarem komercyjnym na wynajęcie instalacji warzelniczej w celu samodzielnego uwarzenia piwa według własnej receptury. Korzyści płynące z takiej umowy są po obu stronach. Zakład, który nie wykorzystuje w pełni swoich mocy produkcyjnych, może odpłatnie wynająć swoją instalację piwowarom domowym. Z drugiej strony piwowarzy domowi są w stanie uwarzyć piwo w większej ilości bez posiadania kosztownego zakładu produkcyjnego, skorzystać z wszelkich zezwoleń i wymogów stawianych produkcji piwa przez ustawodawcę i tym samym oficjalnie i legalnie wprowadzić swoje piwo na rynek. Browarem kontraktowym nie jest przedsiębiorstwo handlujące piwem zrobionym dla niego na zlecenie przez inny zakład piwowarski.

## Wybrane browary kontraktowe w Polsce
| Browar                     | Zakład produkcyjny                               | Rok założenia | Wybrane marki |
| Browar Stary Kraków        | Browar Relakspol                                 | 2005          | Smocza Głowa Amber Ale, Smocza Głowa Pale Ale, Smocza Głowa Dark Ale, Smocza Głowa Golden Ale                                                                  |
| Browar Antidotum           | Browar Bartek                                    | 2011          | Prawdziwy Pilzner, Prawdziwy Dunkel, Prawdziwe Pszeniczne |
| Browar Pinta               | Browar na Jurze                                  | 2011          | Atak Chmielu, Imperium Atakuje, Angielskie Śniadanie, a’la Grodziskie, Koniec Świata (Happy End), Imperator Bałtycki, Viva La Vita, Apetyt na Życie, ŻytoRillo |
| AleBrowar                  | Browar Gościszewo                                | 2012          | Rowing Jack, Black Hope, Amber Boy, Sweet Cow, Golden Monk, Brown Foot, Saint No More                                                                          |
| Łebski Browar s.c.         | Browar Witnica                                   | 2012          | Sopociak, Gdańskie, Łebskie |
| Pomorski Browar Tradycyjny | Browar Gościszewo                                | 2012          | StaroGdańskie |
| Browar Piwoteka            | Browar restauracyjny Pivovaria Radom             | 2013          | Miedziana Dziewica, Czarny Wdowiec, Wołek Zbożowy |
| Browar SzałPiw             | Browar Bartek                                    | 2013          | Bździągwa, Rojber, Szczun, Kejter, Śrup |
| Browar Olimp               | Krajan Browary Kujawsko-Pomorskie, Browar Zodiak | 2013          | Prometeusz, Hera, Afrodyta, Hermes |
| Browar Raduga              | Browar Witnica                                   | 2014          | Metropolis, Nosferatu, Sunset Blvd, Lost Weekend, Naked City, Key Largo, Roman Holidays, Some Like It Hot, Apartment, African Queen                            |
| Doctor Brew                | Browar Bartek                                    | 2014          | Molly IPA, Kinky IPA |
| Browar Kingpin             | Browar Zarzecze                                  | 2014          | Rocknrolla, Mandarin, Pils, Lunatic, Porter Bałtycki, Berserker, Phantom, Turbo Geezer, Pixie Dust                                                             |
| Browar Trzech Kumpli       | Browar Zapanbrat                                 | 2014          | Pan IPAni, Porter Bałtycki Trzech Kumpli, Ragnar |
| Browar Sandomierz          | Szczyrzycki Browar Cystersów Browar Twigg        | 2014          | Złoty Ptak, Grzdyl Księżycowy |
| Browar Brodacz             | Browar Kościerzyna, Bytów Browar Kaszubski       | 2015          | California, Pinki, Primavera, Salvia, Afro, Americano |
| Browary Nyskie             | Browar Jan Olbracht Rzemieślniczy                | 2015          | Ale Nysa!, Aroma Single Hop |